# Josef Stefan
Josef Stefan (eredetileg Jožef Štefan; St. Peter bei Ebenthal (ma Klagenfurt), 1835. március 24. – Bécs, 1893. január 7.) karintiai származású osztrák–szlovén matematikus és fizikus, szlovén nyelvű költő.
1879-ben kimondta, hogy az abszolút fekete test (j*) sugárzása az abszolút hőmérsékletének (T) negyedik hatványával arányos:
{\displaystyle j^{\star }=\sigma T^{4}}
Tanítványa volt Kövesligethy Radó.